# Federația de Fotbal din Trinidad și Tobago
Federația de Fotbal din Trinidad și Tobago este forul ce guvernează fotbalul în Trinidad și Tobago. Are sediul în Port of Spain, Trinidad.